# Clara Schlaffhorst
Clara Schlaffhorst (* 16. Oktober 1863 in Memel, Ostpreußen, heute Klaipėda in Litauen; † 1945) war mit Hedwig Andersen Begründerin der Methode nach Schlaffhorst und Andersen, einer Methode der Atem-, Sprach- und Stimmtherapie. 

## Leben
Schlaffhorsts Familie besaß eine Mühle und Bäckerei. Sie hatte mehrere Geschwister, eine Schwester war Marie Selbmann Schlaffhorst, ihr Bruder Ludwig ging nach New York.
Sie lernte Hedwig Andersen über den Gesangslehrer Julius Hey kennen. Schlaffhorst und Andersen übersetzten 1897 Leo Koflers Lehrwerk The Art of Breathing aus dem Englischen; das übersetzte Buch Die Kunst des Atmens erfuhr bis 1930 19 Auflagen. Ab 1897 arbeiteten beide Gesangspädagoginnen in Berlin auch mit der Konzert- und Gesangslehrerin Amalie Joachim zusammen. 1928 brachten Schlaffhorst und Andersen zusammen das Buch Atmung und Stimme. Gesammelte Aufsätze und Vorträge heraus.
1916 gründeten Schlaffhorst und Andersen die „Schule für Atem- und Gesangskunst“, die erste Ausbildungsstätte in Rothenburg an der Fulda. Diese wurde später nach Hustedt/Südheide (1926–1942) bzw. Seefeld/Pommern (1942–1945) verlegt.
Bis heute wird ihre Methode in der Atem-, Sprech- und Stimmtherapie, die sog. „Methode nach Schlaffhorst und Andersen“ angewendet.

## Werke
- zus. mit Hedwig Andersen: Die Kunst des Atmens. Als Grundlage der Tonerzeugung für Sänger, Schauspieler ... sowie zur Verhütung und Bekämpfung aller durch mangelhafte Atmung entstandenen Krankheiten. Leipzig, Breitkopf & Härtel 1897 (Übersetzung aus dem Engl. Leo Kofler: The Art of Breathing).
- Mitarbeit an: Künstlerische Körperschulung, hrsg. von Ludwig Pallat und Franz Hilker. Breslau, Hirt 1923.[3]
- zus. mit Hedwig Andersen: Atmung und Stimme. Gesammelte Aufsätze und Vorträge. Berlin, Kallmeyer 1928.